# Muntenii de Jos
Muntenii de Jos es una comuna ubicada en el distrito de Vaslui, Rumania.

## Superficie
Posee una superficie de 57,10 kilómetros cuadrados.

## Demografía
Hasta 2021 la población era de 4090 habitantes, con una densidad de población de 71,63 habitantes por kilómetro cuadrado.